# Lee Dorsey

Lee Dorsey, 1964

Irving Lee Dorsey (* 24. Dezember 1924 in Portland, Oregon; † 1. Dezember 1986 in New Orleans, Louisiana) war ein US-amerikanischer Sänger der 1960er Jahre.

## Leben
Lee Dorsey begann seine Karriere als Boxer und kämpfte als Jugendlicher unter dem Namen Kid Chocolate ziemlich erfolgreich. Nach seiner Armeezeit in der United States Navy während des Zweiten Weltkriegs kehrte er nach Portland zurück und stieg als Preisboxer wieder in den Ring. 1955 beendete er seine Laufbahn als Boxer und eröffnete in New Orleans eine Autowerkstatt; nebenher sang er in Nachtclubs.
Eines Tages lernte er den Songwriter Allen Toussaint kennen. Dieser überzeugte Dorsey von seinen Fähigkeiten als Sänger und Komponist. Im April 1961 erschien die erste selbstkomponierte Single Ya Ya, die sogleich ein Hit wurde.
Nach einer weiteren erfolgreichen Single 1962 eröffnete Dorsey noch ein Lebensmittelgeschäft, veröffentlichte bis 1967 viele weitere Platten und zog sich dann aus dem Musikgeschäft zurück.

## Diskografie

### Alben
| Jahr | Titel          | Höchstplatzierung, Gesamtwochen, AuszeichnungChartplatzierungen (Jahr, Titel, Platzierungen, Wochen, Auszeichnungen, Anmerkungen) | Höchstplatzierung, Gesamtwochen, AuszeichnungChartplatzierungen (Jahr, Titel, Platzierungen, Wochen, Auszeichnungen, Anmerkungen) | Höchstplatzierung, Gesamtwochen, AuszeichnungChartplatzierungen (Jahr, Titel, Platzierungen, Wochen, Auszeichnungen, Anmerkungen) | Anmerkungen |
| Jahr | Titel          | UK | US | R&B | Anmerkungen |
| ---- | -------------- | --- | --- | --- | ----------- |
| 1966 | New Lee Dorsey | UK27 (8 Wo.)UK | US129 (5 Wo.)US | R&B13 (8 Wo.)R&B |             |

Weitere Alben
- 1962: Ya Ya
- 1966: Ride Your Pony – Get Out of My Life Woman
- 1966: The New Lee Dorsey – Working in the Coalmine
- 1970: Yes We Can
- 1978: Night People
- 1982: All Ways Funky
- Everything I Do Gohn Be Funky (1967–1969)

### Singles
| Jahr | Titel Album                                                         | Höchstplatzierung, Gesamtwochen, AuszeichnungChartplatzierungen (Jahr, Titel, Album, Platzierungen, Wochen, Auszeichnungen, Anmerkungen) | Höchstplatzierung, Gesamtwochen, AuszeichnungChartplatzierungen (Jahr, Titel, Album, Platzierungen, Wochen, Auszeichnungen, Anmerkungen) | Höchstplatzierung, Gesamtwochen, AuszeichnungChartplatzierungen (Jahr, Titel, Album, Platzierungen, Wochen, Auszeichnungen, Anmerkungen) | Anmerkungen |
| Jahr | Titel Album                                                         | UK | US | R&B | Anmerkungen |
| ---- | ------------------------------------------------------------------- | --- | --- | --- | ----------- |
| 1961 | Ya Ya                                                               | — | US7 (13 Wo.)US | R&B1 (19 Wo.)R&B |             |
| 1961 | Do-Re-Mi Ya Ya                                                      | — | US27 (9 Wo.)US | R&B22 (5 Wo.)R&B |             |
| 1965 | Ride Your Pony Ride Your Pony – Get Out of My Life Woman            | — | US28 (9 Wo.)US | R&B7 (13 Wo.)R&B |             |
| 1966 | Get Out of My Life, Woman Ride Your Pony – Get Out of My Life Woman | UK22 (7 Wo.)UK | US44 (10 Wo.)US | R&B5 (10 Wo.)R&B |             |
| 1966 | Confusion The New Lee Dorsey                                        | UK38 (6 Wo.)UK | — | — |             |
| 1966 | Working In The Coal Mine The New Lee Dorsey                         | UK8 (11 Wo.)UK | US8 (12 Wo.)US | R&B5 (11 Wo.)R&B |             |
| 1966 | Holy Cow The New Lee Dorsey                                         | UK6 (12 Wo.)UK | US23 (9 Wo.)US | R&B10 (8 Wo.)R&B |             |
| 1967 | My Old Car –                                                        | — | US97 (1 Wo.)US | — |             |
| 1967 | Go-Go Girl –                                                        | — | US62 (6 Wo.)US | R&B31 (5 Wo.)R&B |             |
| 1969 | Everything I Do Gonh Be Funky (From Now On) –                       | — | US95 (3 Wo.)US | R&B33 (5 Wo.)R&B |             |
| 1970 | Yes We Can – Part 1 –                                               | — | — | R&B46 (4 Wo.)R&B |             |
| 1978 | Night People –                                                      | — | — | R&B93 (6 Wo.)R&B |             |

Weitere Singles
- 1959: Rock
- 1961: Lover Of Love
- 1961: Rock
- 1962: Eenie-Meenie-Minee-Mo
- 1962: You Are My Sunshine
- 1963: Hoodlum Joe
- 1963: Hello Good Looking
- 1964: Organ Grinder Swing
- 1964: You’re Breaking Me Up
- 1965: Work, Work, Work
- 1967: Rain Rain Go Away
- 1967: Vista, Vista
- 1967: Love Lots Of Lovin
- 1968: Cynthia
- 1968: Wonder Woman
- 1968: Four Corners"–Part 1
- 1968: I’m Gonna Sit Right Down And Write Myself A Letter
- 1969: A Lover Was Born
- 1969: Give It Up
- 1970: What You Want (Is What You Get)
- 1971: Sneakin’ Sally Through The Alley
- 1971: Tears, Tears and More Tears
- 1972: Freedom For The Stallion
- 1972: When Can I Come Home
- 1973: On Your Way Down
- 1978: Say It Again
- 1980: Hey Babe
- 1982: Draining